# Sony Cyber-shot
Cyber-shot est une gamme d'appareils photographiques numériques conçue par Sony, elle regroupe des appareils de type bridge, compact et module, à objectifs inamovibles.
La gamme Cyber-shot est bien connue pour ses batteries InfoLithium, ses objectifs de marque Carl Zeiss et sa conception globale. Tous ses appareils utilisent les cartes mémoires flash Memory Stick ou Memory Stick Duo, bien que certains modèles ont également supporté la CompactFlash. Les nouveaux modèles tels que le DSC-HX9V supportent également les cartes SD classiques. 
Tous les modèles Cyber-shot utilisent le préfixe DSC dans leur références, sigle signifiant Digital Still Camera.

## Modèles
| Séries    | Modèles |
| --------- | --- |
| Séries F  | DSC-F55 • DSC-F55V • DSC-F505 • DSC-F505V • DSC-F707 • DSC-F717 • DSC-F828 |
| Séries G  | DSC-G1 |
| Séries H  | DSC-H1 • DSC-H2 • DSC-H3 • DSC-H5 • DSC-H7 • DSC-H9 • DSC-H10 • DSC-H50 • DSC-H70 • DSC-H90 • DSC-HX5V • DSC-HX7V • DSC-HX9V • DSC-HX10V • DSC-HX20V • DSC-HX50V • DSC-HX100V • DSC-HX200V • DSC-HX300V • DSC-HX400V |
| Séries L  | DSC-L1 |
| Séries M  | DSC-M1 • DSC-M2 |
| Séries N  | DSC-N1 • DSC-N2 |
| Séries P  | DSC-P1 • DSC-P2 • DSC-P3 • DSC-P5 • DSC-P7 • DSC-P8 • DSC-P10 • DSC-P12 • DSC-P31 • DSC-P32 • DSC-P41 • DSC-P52 • DSC-P72 • DSC-P73 • DSC-P92 • DSC-P93 • DSC-P100 • DSC-P150 • DSC-P200 |
| Séries QX | DSC-QX30 (Module photographique) |
| Séries R  | DSC-R1 • Série DSC-RX |
| Séries S  | DSC-S40 • DSC-S50 • DSC-S60 • DSC-S75 • DSC-S80 • DSC-S85 • DSC-S90 • DSC-S500 • DSC-S600 • DSC-S650 • DSC-S700 • DSC-S3000 • DSC-S5000 |
| Séries T  | DSC-T1 • DSC-T3 • DSC-T5 • DSC-T7 • DSC-T9 • DSC-T10 • DSC-T20 • DSC-T30 • DSC-T33 • DSC-T50 • DSC-T100 • DSC-T110 • DSC-T200 • DSC-T300 • DSC-T500 • DSC-T700 • DSC-T900 • DSC-TX10 • DSC-TX20 • DSC-TX55 |
| Séries U  | DSC-U10 • DSC-U20 • DSC-U30 • DSC-U40 • DSC-U50 • DSC-U60 |
| Séries V  | DSC-V1 • DSC-V3 |
| Séries W  | DSC-W1 • DSC-W5 • DSC-W7 • DSC-W30 • DSC-W35 • DSC-W40 • DSC-W50 • DSC-W55 • DSC-W80 • DSC-W90 • DSC-W100 • DSC-W150 • DSC-W200 • DSC-W210 • DSC-W220 • DSC-W290 • DSC-W310 • DSC-W320 • DSC-W350 • DSC-W380 • DSC-W510 • DSC-W530 • DSC-W550 • DSC-W570 • DSC-W610 • DSC-W630 • DSC-W690 • DSC-WX1 • DSC-WX5 • DSC-WX7 • DSC-WX9 • DSC-WX10 • DSC-WX30 • DSC-WX100 |

### Galerie

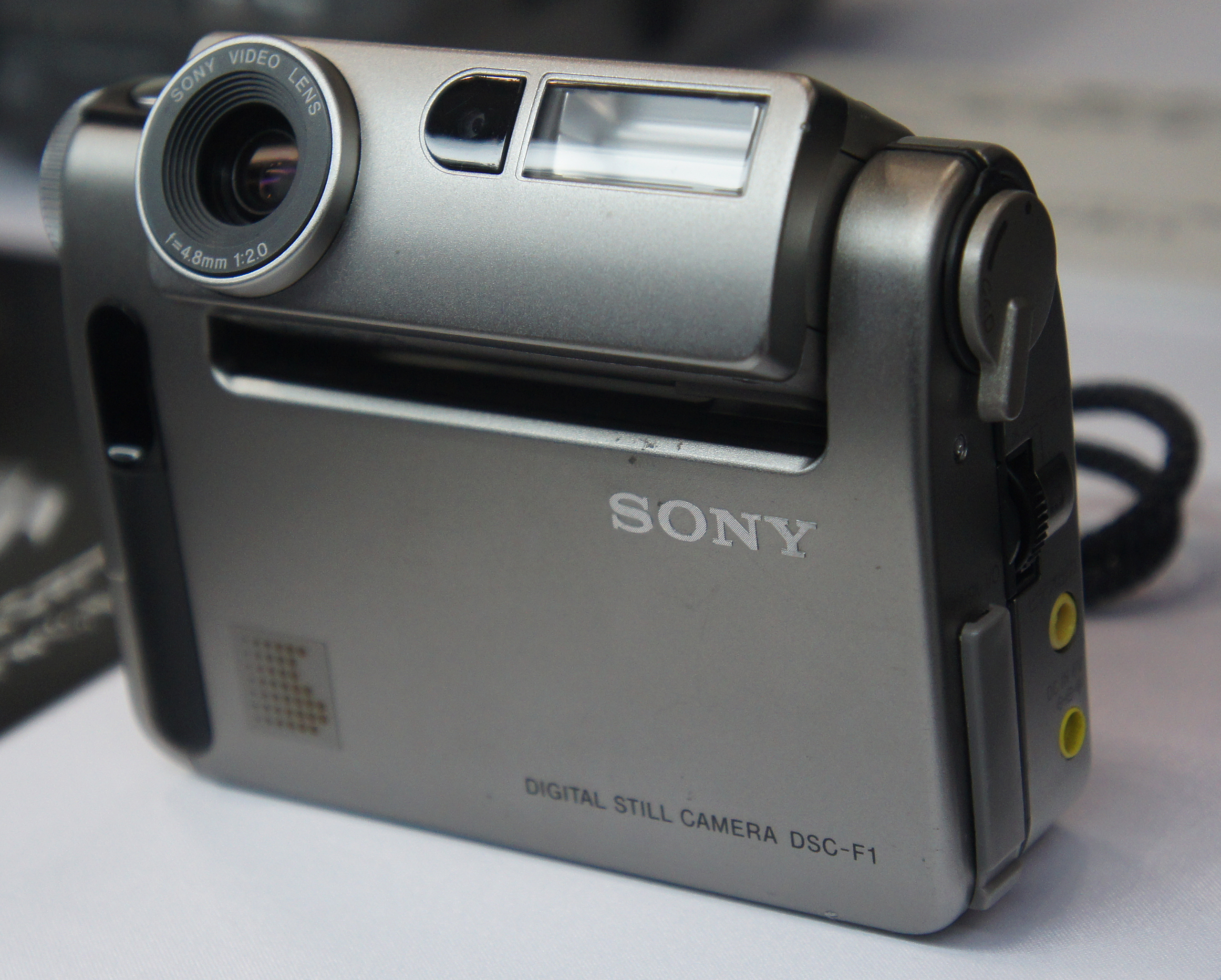
Cyber-shot DSC-F1 de 1996.
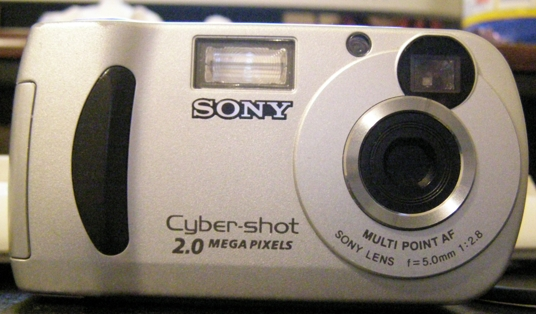
Cyber-shot DSC-P31 de 2002.
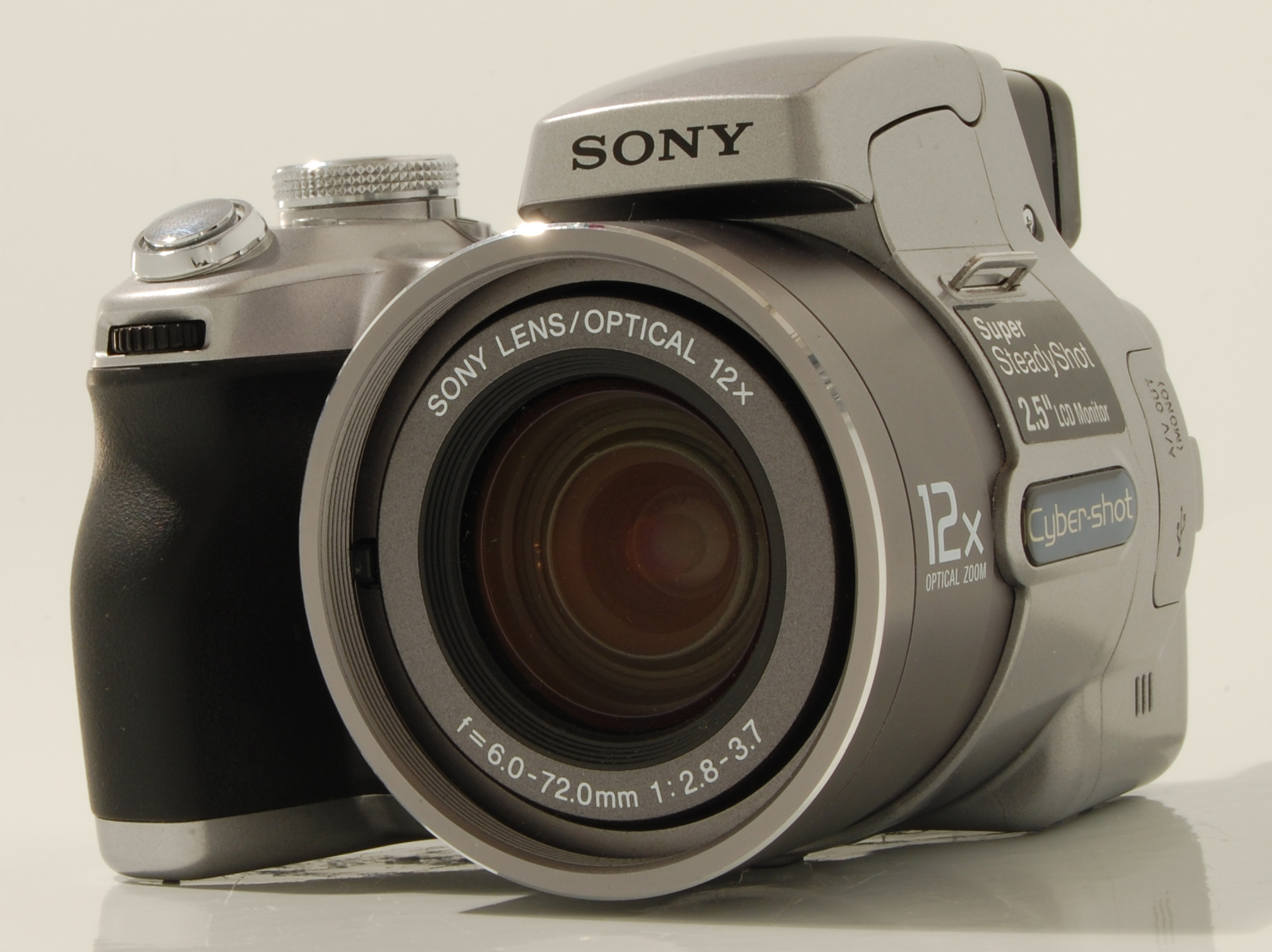
Cyber-shot DSC-H1 de 2005.
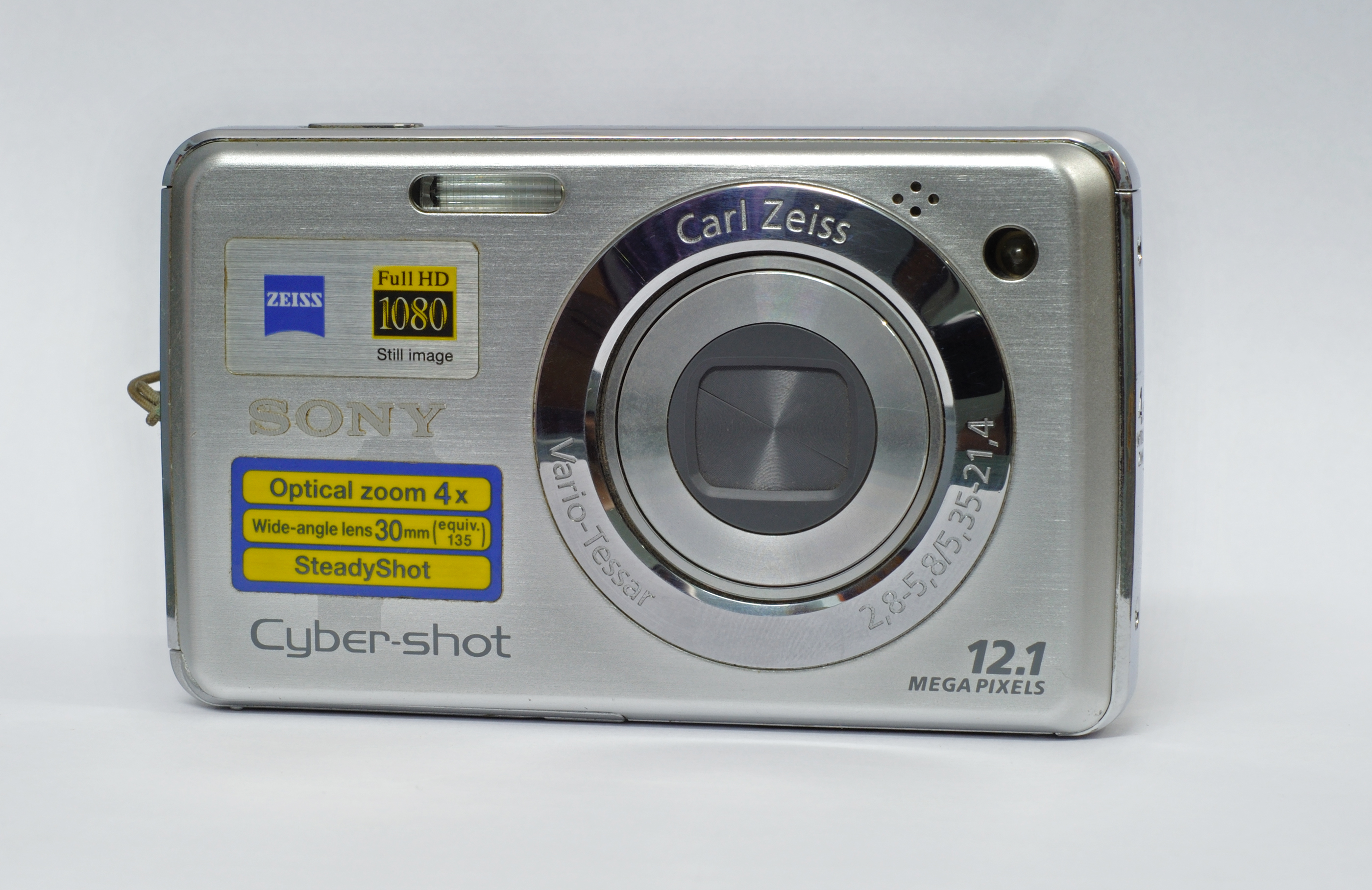
Cyber-shot DSC-W210 de 2009.
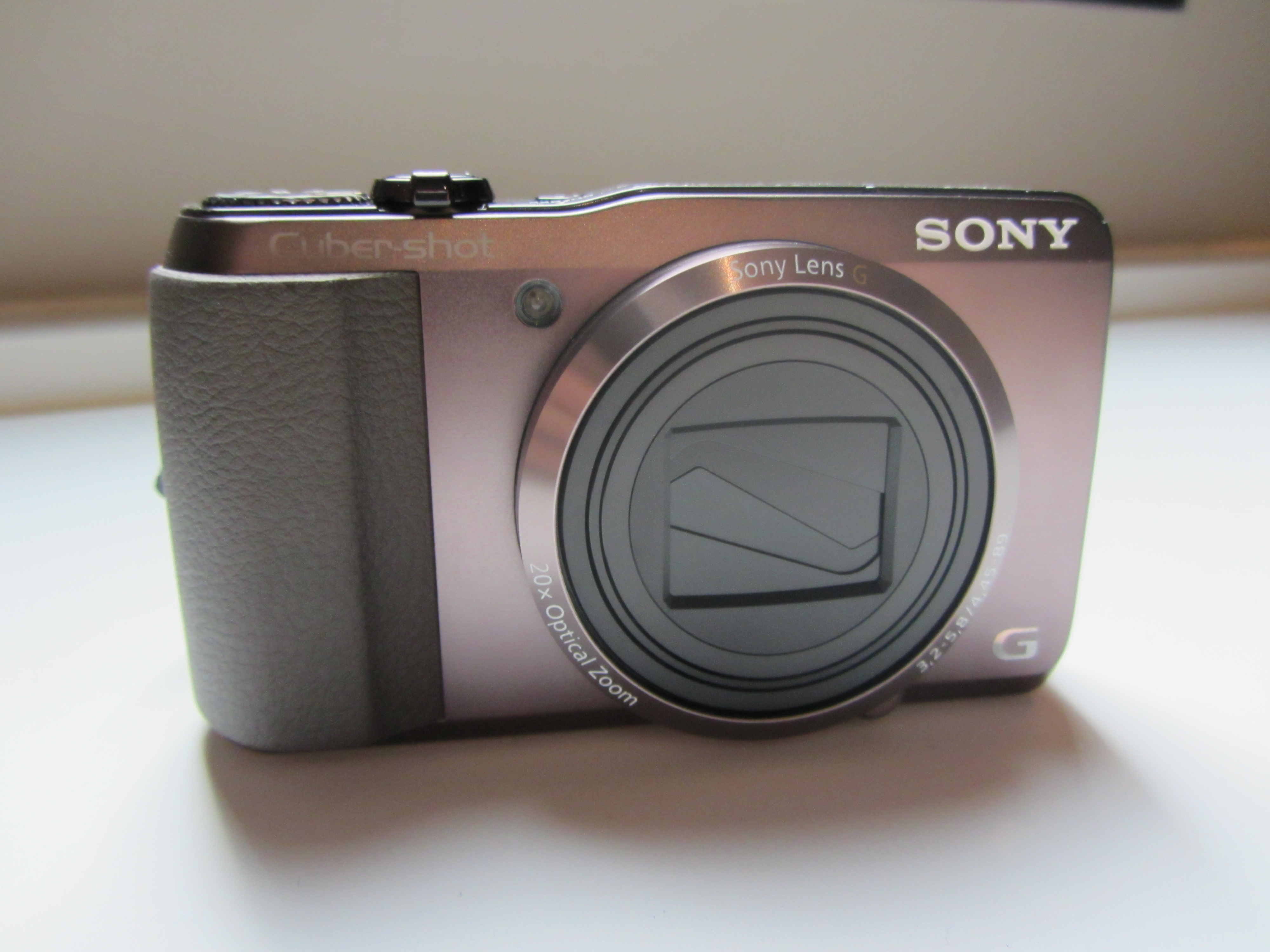
Cyber-shot DSC-HX20V de 2012.